# Touffreville-la-Cable
Touffreville-la-Cable foi uma comuna francesa na região administrativa da Normandia, no departamento de Sena Marítimo. Estendia-se por uma área de 3,99 km². Em 2010 a comuna tinha 386 habitantes (densidade: 96,7 hab./km²).
Em 1 de janeiro de 2016, passou a formar parte da nova comuna de Port-Jérôme-sur-Seine.